# Sally Thomas
Sally Thomas (ur. 7 sierpnia 1939 w Cambridge) – australijska prawniczka, od 31 października 2011 pełni urząd administratora Terytorium Północnego, będąc pierwszą w historii kobietą na tym stanowisku. Wcześniej przez siedemnaście lat (1992-2009) była sędzią Sądu Najwyższego Terytorium Północnego.

## Życiorys
Jest z pochodzenia Angielką, jej rodzina wyemigrowała do Australii, gdy była ośmioletnią dziewczynką. Młodość spędziła w Sydney, gdzie ukończyła studia prawnicze i rozpoczęła praktykę adwokacką. W 1978 wspólnie z mężem podjęła decyzję o przeprowadzce do Darwin, gdzie otrzymała propozycję pracy w charakterze sędziego magistrackiego (w Australii jest to grupa sędziów rozpatrująca sprawy mniejszej wagi, porównywalna z polskimi sędziami sądów rejonowych). W latach 1986–1992 była przełożoną wszystkich sędziów magistrackich w Terytorium Północnym. W 1992 została nominowana do Sądu Najwyższego Terytorium. W 2009 przeszła na emeryturę sędziowską w wieku 70 lat. W 2010 została laureatką terytorialnego etapu plebiscytu Australijczyk Roku w kategorii "Starszy Australijczyk Roku".
6 października 2011 gubernator generalna Australii Quentin Bryce, działając na wniosek rządu Terytorium, mianowała sędzię Thomas administratorem Terytorium. Formalnie jest to najwyższy urząd we władzy wykonawczej Terytorium, choć w praktyce pełni rolę głównie ceremonialną. 31 października 2011 złożyła w Darwin przysięgę przed gubernator Bryce i tym samym rozpoczęła urzędowanie. Zajmowała stanowisko administratora do 30 października 2014.